# 切木尔切克镇
切木尔切克镇，旧称克木齐，是中华人民共和国新疆维吾尔自治区阿勒泰地区阿勒泰市下辖的一个乡镇级行政单位。

## 沿革
旧称克木齐，为蒙古语中的“斜坡地”，当地因地处前山冲积扇而得名。1951年、1952年分别隶属三区、二区。1958年，析出建克木齐乡，同年秋更名红星公社，保留牧场；1976年，牧场析出、1978年更名切木尔切克公社。1984年，撤社置乡。后改名为切木尔切克乡。2012年5月2日，新疆维吾尔自治区人民政府批复同意撤销切木尔切克乡建制，设立切木尔切克镇。

## 行政区划
切木尔切克镇下辖以下地区：
阔尕勒村、喀拉塔斯村、洪吾尔托呼特村、别斯巴斯陶村、拜格托别村、阔克什木村、切木尔切克村、森塔斯村、希巴尔齐村、肯德尔勒克村、巴勒喀木斯村、也克阿恰村、多尔根村、吉特阔勒村和叶尔特斯村。

## 文化
1963年，新疆民族研究所考古组在调查中，发现阿勒泰山切木尔切克河谷沿岸发现墓地（但已被盗掘），只发现双联器，之后该地被确定为切木尔切克石人及石棺墓群，其周围地势平坦，地表为荒漠戈壁。在墓葬群周围还有石人雕刻，有半身像、全身像高低不等，但均不到一米高。石人大致分为四个历史时期的产物，最早可追溯到公元前1000年左右的塞人文化，而多数是唐朝突厥人活动遗迹。在古墓群西部五千米处有陨石群，当地有陨石上百块呈灰黑色，质地密实、坚硬，略有磨圆。1993年，该地被新疆维吾尔自治区人民政府确认为自治区级文物保护单位。

## 图库

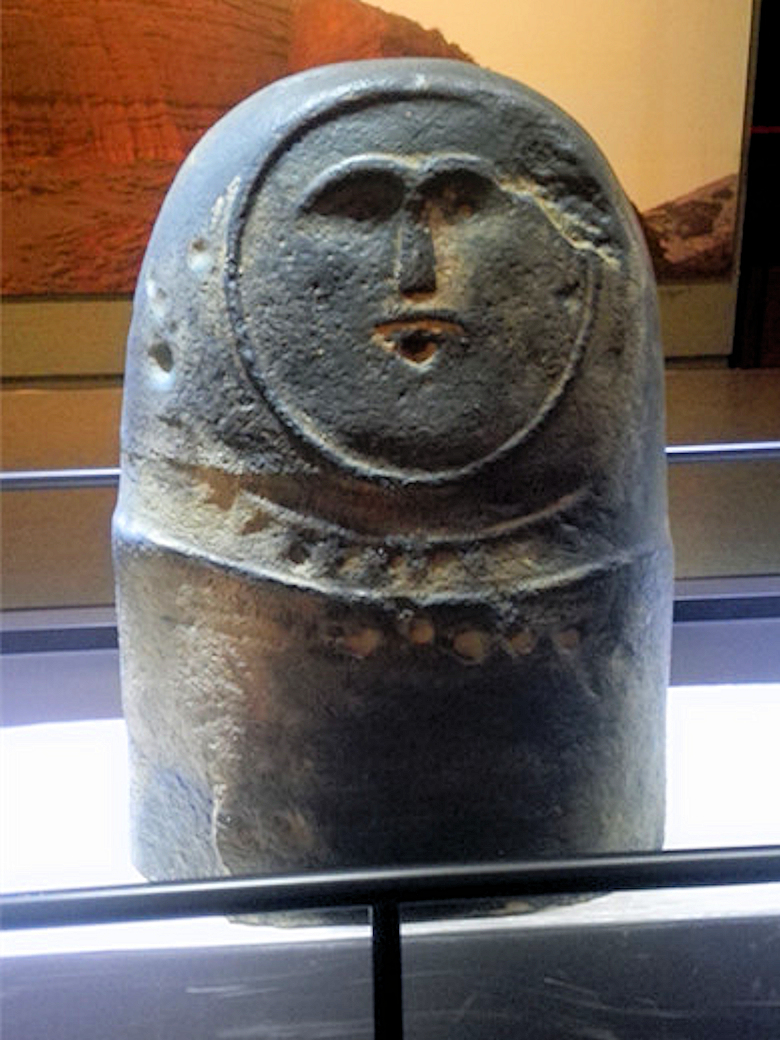
现存于新疆维吾尔自治区博物馆的切木尔切克石人
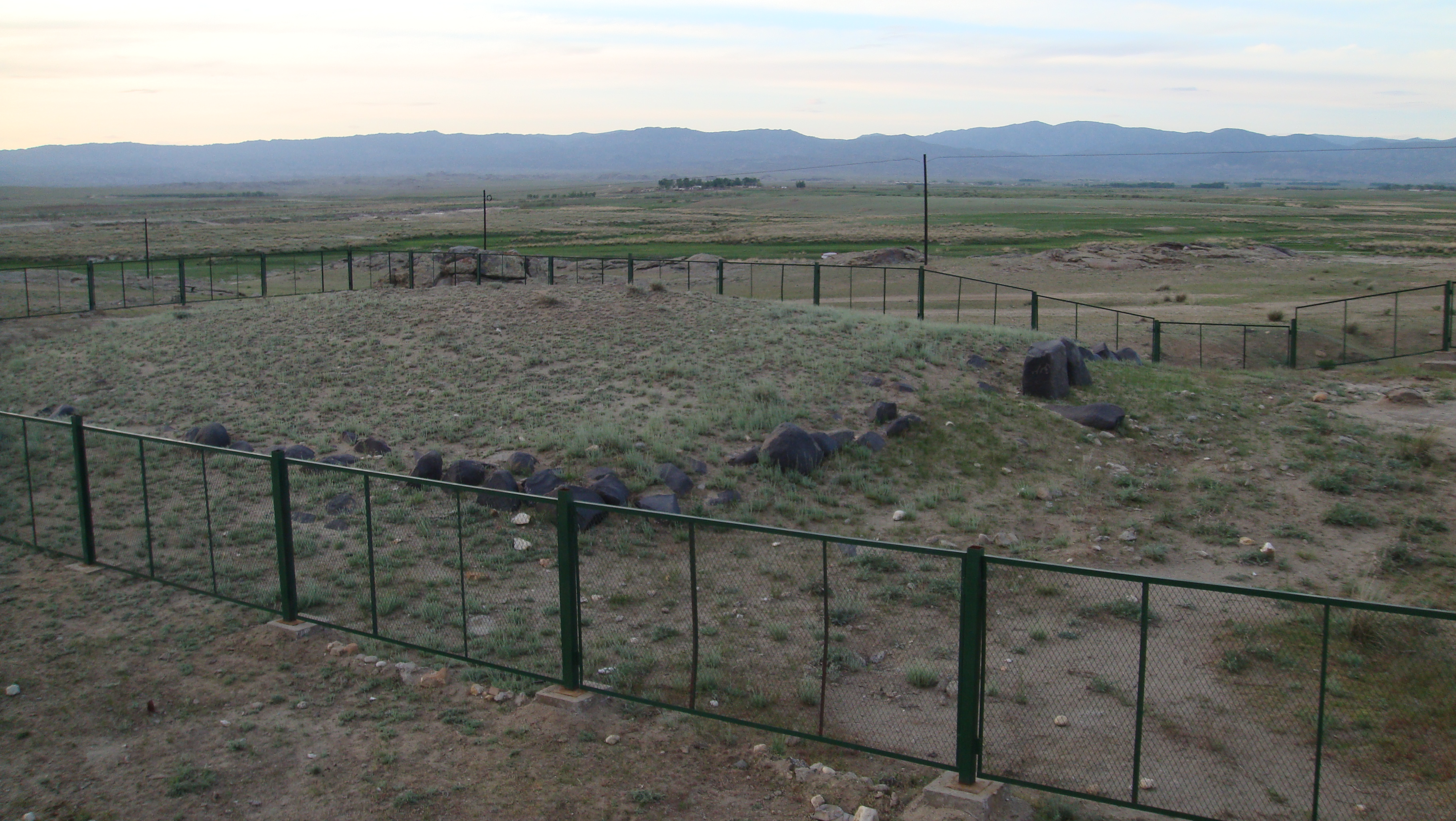
国道217 21公里的切木尔切克乡的古墓群
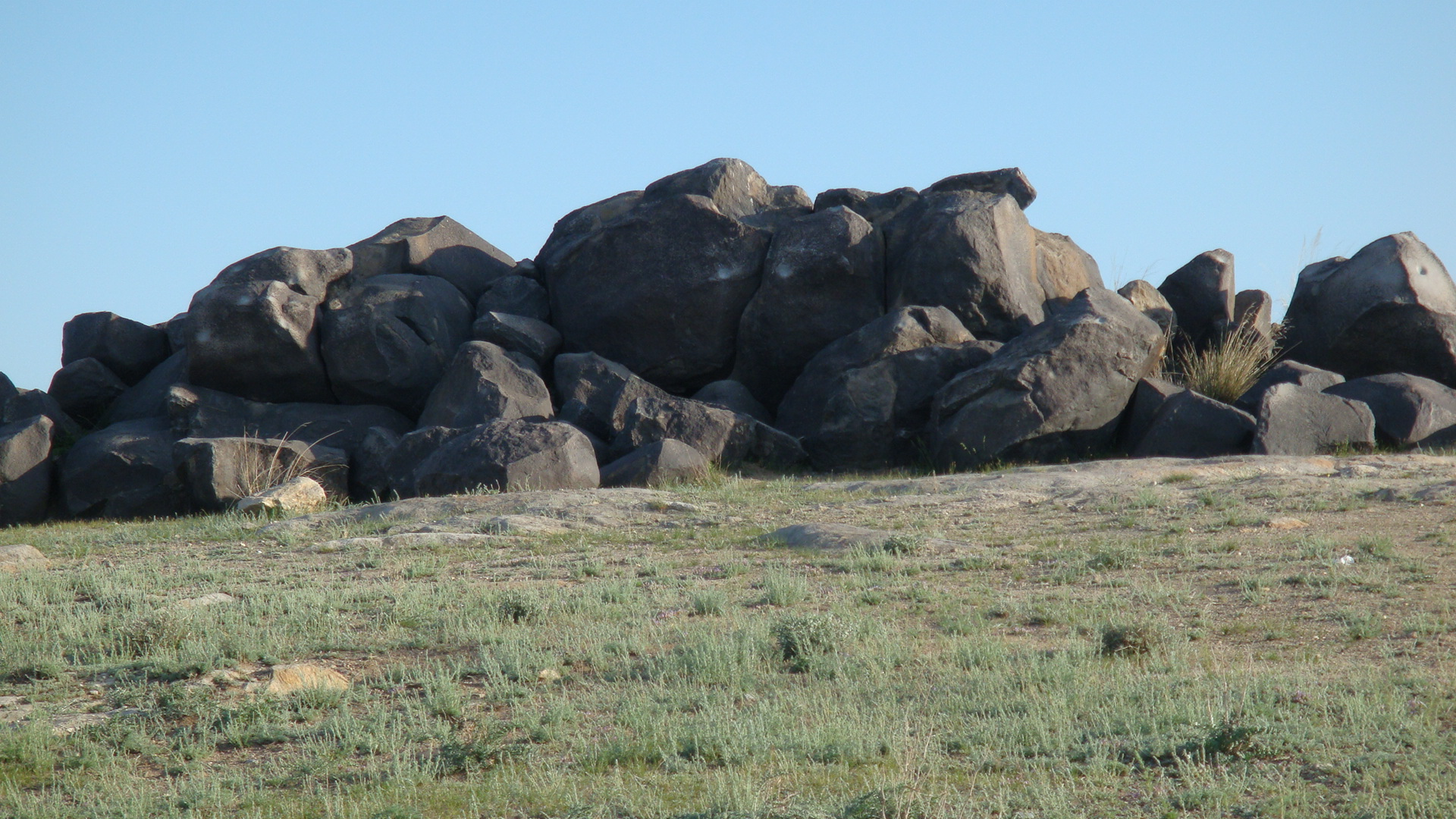
切木尔切克乡的陨石群
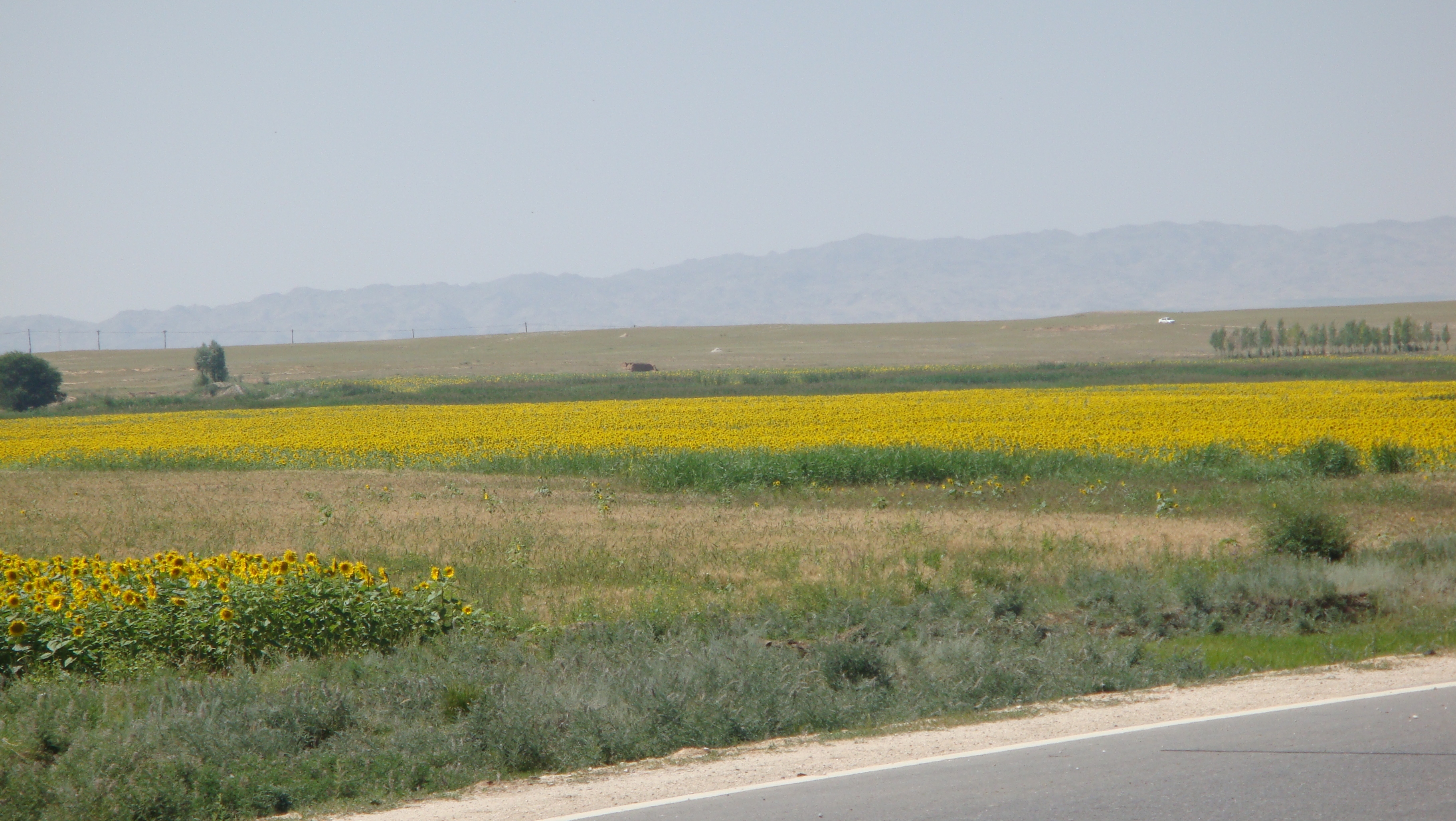
克木齐的向日葵地
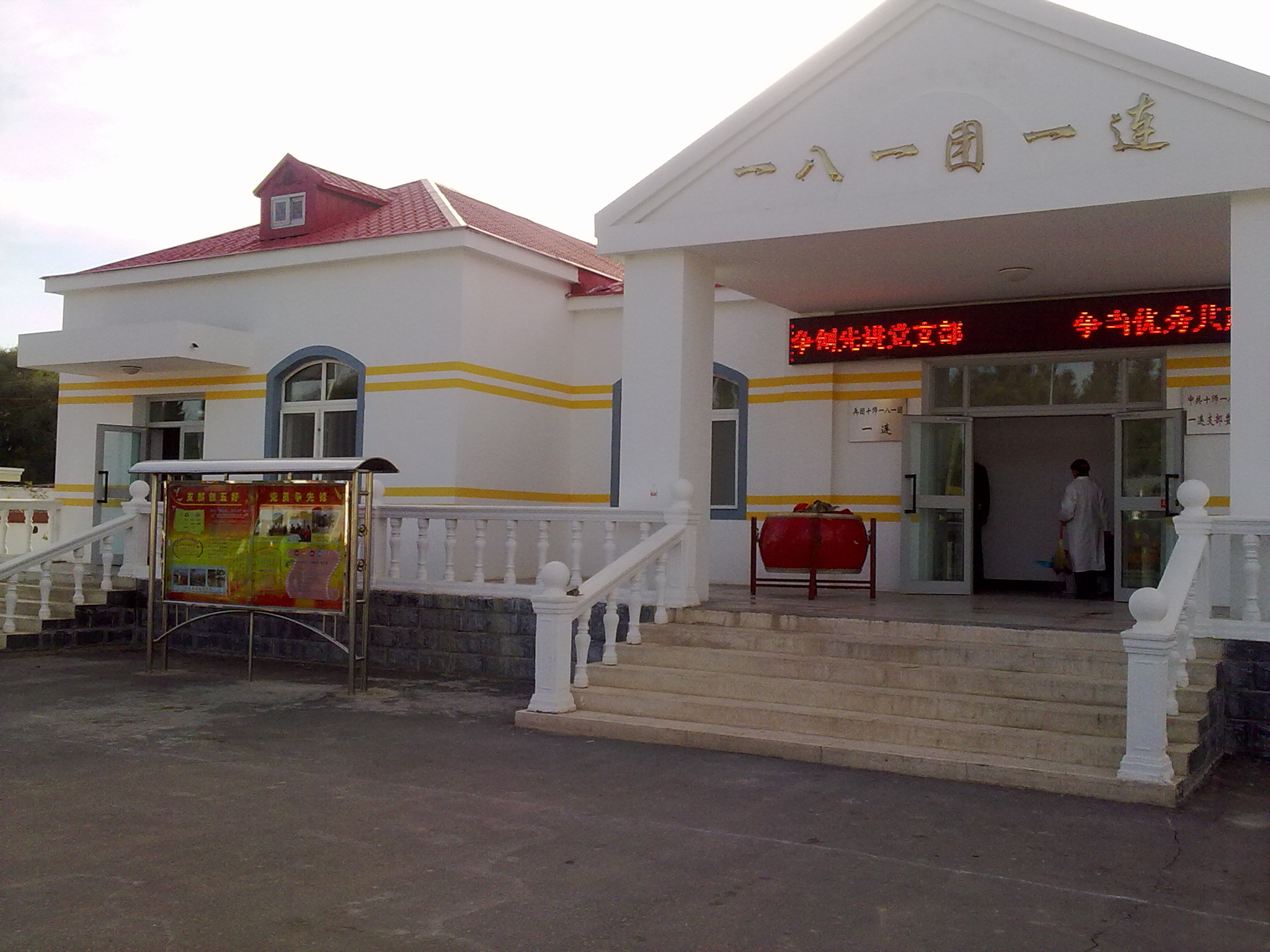
十师一八一团克木齐社区一连办公室